# U-106 (1940)
U-106 (нім. U 106 (Kriegsmarine) — німецький великий океанський підводний човен типу IX-B військово-морських сил Третього Рейху.

## Історія служби
Підводний човен U-106 був закладений 26 листопада 1939 року на верфі АГ «Везер» в Бремені під будівельним номером 969, спущений на воду 17 червня 1940 року.

## Командири
- Капітан-лейтенант Юрген Естен (24 вересня 1940 — 19 жовтня 1941)
- Капітан-лейтенант Герман Раш (20 жовтня 1941 — квітень 1943)
- Оберлейтенант-цур-зее Вольф-Дітріх Дамеров (20 червня — 2 серпня 1943)

## Потоплені судна
| Дата            | Назва               | Належність      | Тоннаж (БРТ) | Конвой        | Наслідок    | Координати                                                | Кількість загиблих |
| --------------- | ------------------- | --------------- | ------------ | ------------- | ----------- | --------------------------------------------------------- | ------------------ |
| 17 січня 1941   | Zealandic           | Велика Британія | 10 578       |               | потоплено   | 58°17′ пн. ш. 20°26′ зх. д. / 58.28° пн. ш. 20.43° зх. д. | 73                 |
| 29 січня 1941   | Sesostris           | Єгипет          | 2 962        | Конвой SC 19  | потоплено   | 56°00′ пн. ш. 15°14′ зх. д. / 56.00° пн. ш. 15.23° зх. д. | невідома           |
| 11 березня 1941 | Memnon              | Велика Британія | 7 506        |               | потоплений  | 20°25′ пн. ш. 21°00′ зх. д. / 20.41° пн. ш. 21.00° зх. д. | 5                  |
| 16 березня 1941 | Almkerk             | Нідерланди      | 6 810        |               | потоплений  | 13°13′ пн. ш. 20°15′ зх. д. / 13.21° пн. ш. 20.25° зх. д. | 0                  |
| 17 березня 1941 | Andalusian          | Велика Британія | 3 082        | Конвой SL 68  | потоплений  | 14°20′ пн. ш. 21°04′ зх. д. / 14.33° пн. ш. 21.06° зх. д. | 0                  |
| 17 березня 1941 | Tapanoeli           | Нідерланди      | 7 034        | Конвой SL 68  | потоплений  | 15°34′ пн. ш. 20°29′ зх. д. / 15.56° пн. ш. 20.49° зх. д. | 0                  |
| 20 березня 1941 | «Малайя»            | Велика Британія | 31 100       | Конвой SL 68  | пошкоджено  | 20°01′ пн. ш. 25°30′ зх. д. / 20.02° пн. ш. 25.50° зх. д. | невідома           |
| 20 березня 1941 | Meekerk             | Нідерланди      | 7 995        | Конвой SL 68  | пошкоджено  | 20°00′ пн. ш. 26°00′ зх. д. / 20.00° пн. ш. 26.00° зх. д. | невідома           |
| 24 березня 1941 | Eastlea             | Велика Британія | 4 267        |               | потоплений  | 16°11′ пн. ш. 22°03′ зх. д. / 16.18° пн. ш. 22.05° зх. д. | 37                 |
| 30 травня 1941  | Silveryew           | Велика Британія | 6 373        |               | потоплений  | 16°25′ пн. ш. 25°17′ зх. д. / 16.42° пн. ш. 25.29° зх. д. | 1                  |
| 31 травня 1941  | Clan Macdougall     | Велика Британія | 6 843        |               | потоплений  | 16°30′ пн. ш. 25°06′ зх. д. / 16.50° пн. ш. 25.10° зх. д. | 2                  |
| 6 червня 1941   | Sacramento Valley   | Велика Британія | 4 573        | Конвой OB 324 | потоплений  | 17°06′ пн. ш. 30°06′ зх. д. / 17.10° пн. ш. 30.10° зх. д. | 3                  |
| 28 жовтня 1941  | King Malcolm        | Велика Британія | 5 120        | Конвой SC 50  | потоплений  | 51°17′ пн. ш. 28°18′ зх. д. / 51.28° пн. ш. 28.30° зх. д. | 38                 |
| 30 жовтня 1941  | USS Salinas (AO-19) | США             | 8 246        | Конвой ON 28  | пошкоджений | 46°34′ пн. ш. 37°28′ зх. д. / 46.56° пн. ш. 37.46° зх. д. | невідома           |
| 24 січня 1942   | Empire Wildebeeste  | Велика Британія | 5 631        | Конвой ON 53  | потоплений  | 39°18′ пн. ш. 59°32′ зх. д. / 39.30° пн. ш. 59.54° зх. д. | 9                  |
| 26 січня 1942   | Traveller           | Велика Британія | 3 963        |               | потоплений  | 40°00′ пн. ш. 61°27′ зх. д. / 40.00° пн. ш. 61.45° зх. д. | 52                 |
| 30 січня 1942   | Rochester           | США             | 6 836        |               | потоплений  | 37°06′ пн. ш. 73°35′ зх. д. / 37.10° пн. ш. 73.58° зх. д. | 4                  |
| 3 лютого 1942   | Amerikaland         | Швеція          | 15 355       |               | потоплений  | 36°22′ пн. ш. 74°06′ зх. д. / 36.36° пн. ш. 74.10° зх. д. | 5                  |
| 6 лютого 1942   | Opawa               | Велика Британія | 10 354       |               | потоплений  | 38°13′ пн. ш. 61°08′ зх. д. / 38.21° пн. ш. 61.13° зх. д. | 56                 |
| 5 травня 1942   | Lady Drake          | Канада          | 7 985        |               | потоплений  | 35°26′ пн. ш. 64°26′ зх. д. / 35.43° пн. ш. 64.43° зх. д. | 12                 |
| 21 травня 1942  | Faja de Oro         | Мексика         | 6 067        |               | потоплений  | 23°18′ пн. ш. 84°14′ зх. д. / 23.30° пн. ш. 84.24° зх. д. | 10                 |
| 26 травня 1942  | Carrabulle          | США             | 5 030        |               | потоплений  | 26°11′ пн. ш. 89°13′ зх. д. / 26.18° пн. ш. 89.21° зх. д. | 22                 |
| 27 травня 1942  | Atenas              | США             | 4 639        |               | пошкоджений | 25°30′ пн. ш. 89°03′ зх. д. / 25.50° пн. ш. 89.05° зх. д. | 0                  |
| 28 травня 1942  | Mentor              | Велика Британія | 7 383        |               | потоплений  | 24°07′ пн. ш. 87°01′ зх. д. / 24.11° пн. ш. 87.02° зх. д. | 4                  |
| 1 червня 1942   | Hampton Roads       | США             | 2 689        |               | потоплений  | 22°27′ пн. ш. 85°08′ зх. д. / 22.45° пн. ш. 85.13° зх. д. | 5                  |
| 11 жовтня 1942  | Waterton            | Велика Британія | 2 140        | Конвой BS 31  | потоплений  | 47°04′ пн. ш. 59°32′ зх. д. / 47.07° пн. ш. 59.54° зх. д. | 0                  |